# Callima
Callima is een geslacht van vlinders van de familie sikkelmotten (Oecophoridae), uit de onderfamilie Oecophorinae.

## Soorten
- C. argenticinctella Clemens, 1860
- C. formosella ([Denis & Schiffermüller], 1775)
- C. kuldzhella Lvovsky, 1982
- C. nathrax Hodges, 1973
- C. tadzhikella Lvovsky, 1982